# Lijst van rijksmonumenten in de Koningstraat (Haarlem)
De Koningstraat in de stad Haarlem telt 17 inschrijvingen in het rijksmonumentenregister. Hieronder een compleet overzicht van de rijksmonumenten in de Koningstraat.
| Object                                                                                          | Oorspronkelijke functie? | Bouwjaar              | Architect | Locatie                                   | Coördinaten?                  | Nr.?  | Afbeelding                                                                                      |
| ----------------------------------------------------------------------------------------------- | ------------------------ | --------------------- | --------- | ----------------------------------------- | ----------------------------- | ----- | ----------------------------------------------------------------------------------------------- |
| Pand met trapgeveltje in Haarlemse trant, rijke natuurstenen versieringen                       | Woonhuis                 | begin 17e eeuw        |           | Koningstraat 1                            | 52° 22' 52" NB, 4° 38' 6" OL  | 19457 | Meer afbeeldingen                                                                               |
| Pand met smal lijstgeveltje                                                                     | Woonhuis                 | eerste helft 17e eeuw |           | Koningstraat 3                            | 52° 22' 52" NB, 4° 38' 6" OL  | 19458 | Meer afbeeldingen                                                                               |
| Pand met lijstgevel met bovenverdieping, vensters met vensteromlijsting 2e helft 19e eeuw       | Woonhuis                 | tweede helft 19e eeuw |           | Koningstraat 60 (hk. Ged. Oude Gracht 71) | 52° 22' 48" NB, 4° 37' 59" OL | 19110 | Meer afbeeldingen                                                                               |
| Pand met gevel met kroonlijst                                                                   | Woonhuis                 | 18e/19e eeuw          |           | Koningstraat 5                            | 52° 22' 52" NB, 4° 38' 6" OL  | 19459 | Meer afbeeldingen                                                                               |
| Pand met klokgevel, benedenpui intact, houten deuromlijsting                                    | Woonhuis                 | 18 eeuw               |           | Koningstraat 25                           | 52° 22' 50" NB, 4° 38' 3" OL  | 19460 | Meer afbeeldingen                                                                               |
| Pand met lijstgevel, deel van een gevel                                                         | Woonhuis                 | begin 17e eeuw        |           | Koningstraat 27                           | 52° 22' 50" NB, 4° 38' 3" OL  | 19461 | Meer afbeeldingen                                                                               |
| Pand met hoog oprijzende klokgevel, pilasters met horizontale brede lijst, beneden verbouwd     | Werk-woonhuis            |                       |           | Koningstraat 35                           | 52° 22' 49" NB, 4° 38' 3" OL  | 19462 | Meer afbeeldingen                                                                               |
| Pand met lijst met natuurstenen blokken boven de vensters, bovendeel verhoogd, beneden verbouwd | Woonhuis                 | midden 17e eeuw       |           | Koningstraat 39                           | 52° 22' 48" NB, 4° 38' 2" OL  | 19463 | Pand met lijst met natuurstenen blokken boven de vensters, bovendeel verhoogd, beneden verbouwd |
| Pand met klokgevel met ter weerszijden voluten                                                  | Woonhuis                 | begin 18e eeuw        |           | Koningstraat 47                           | 52° 22' 48" NB, 4° 38' 1" OL  | 19464 | Pand met klokgevel met ter weerszijden voluten                                                  |
| Pand met lijstgevel onder zadeldak                                                              | Woonhuis                 |                       |           | Koningstraat 16                           | 52° 22' 51" NB, 4° 38' 4" OL  | 19465 | Meer afbeeldingen                                                                               |
| Pand met rechte kroonlijst en houten deuromlijsting                                             | Woonhuis                 | eind 18e eeuw         |           | Koningstraat 18                           | 52° 22' 51" NB, 4° 38' 4" OL  | 19466 | Meer afbeeldingen                                                                               |
| Sophia-stichting                                                                                | Woonhuis                 |                       |           | Koningstraat 20 - 22                      | 52° 22' 50" NB, 4° 38' 3" OL  | 19467 | Meer afbeeldingen                                                                               |
| Pand met lijstgevel                                                                             | Werk-woonhuis            | 19e eeuw              |           | Koningstraat 34                           | 52° 22' 49" NB, 4° 38' 2" OL  | 19468 | Meer afbeeldingen                                                                               |
| Pand met lijstgevel                                                                             | Werk-woonhuis            | midden 18e eeuw       |           | Koningstraat 38                           | 52° 22' 49" NB, 4° 38' 1" OL  | 19469 | Meer afbeeldingen                                                                               |
| Pand met lijstgevel                                                                             | Werk-woonhuis            | midden 18e eeuw       |           | Koningstraat 40                           | 52° 22' 49" NB, 4° 38' 1" OL  | 19470 | Meer afbeeldingen                                                                               |
| Pand met topgevel met dodekop behandeld, boven de ramen regenceversieringen                     | Woonhuis                 |                       |           | Koningstraat 42                           | 52° 22' 48" NB, 4° 38' 1" OL  | 19471 | Meer afbeeldingen                                                                               |
| Pand met topgevel, beneden verbouwd                                                             | Werk-woonhuis            | midden 17e eeuw       |           | Koningstraat 58                           | 52° 22' 48" NB, 4° 37' 60" OL | 19472 | Meer afbeeldingen                                                                               |

Centrum:
Bakenessergracht ·
Frankestraat ·
Gedempte Oude Gracht ·
Gierstraat ·
Groot Heiligland ·
Grote Houtstraat ·
Grote Markt ·
Jansstraat ·
Kenaupark ·
Klein Heiligland ·
Kleine Houtstraat ·
Kleine Houtweg ·
Koningstraat ·
Nieuwe Gracht ·
Parklaan ·
Spaarnwouderbuurt ·
Wilhelminastraat ·
Zijlstraat

Zuid-West:
Florapark ·
Floraplein ·
Wagenweg 

Haarlem-Oost

Schalkwijk

Noord:
Begraafplaats Kleverlaan ·
Spaarndam 